# Посада Хирівська
Посада Хирівська — місцевість Хирова. Колишнє село включене в 1931 році до складу міста Хирів, забудова цієї місцевості переважно малоповерхова.

## Історія
30 березня 1931 село посада Хирівська було приєднано до міста Хирів на той час це вважалось передмістям Хирова. Зараз ця місцевість є частиною міста.

## Назва
Назва цього мікрорайону ймовірно походить від слова Посад - що означає передмістя або поселення ремісників

## Визначні місця
На території цвинтаря отцям-єзуїтам розташована освячена каплиця Собору св. Івана Хрестителя.

## Розташування
Місцевість Посада Хирівська розташована майже в передмісті Хирова вздовж головної дороги вулиці Самбірської. Там знаходиться приміський вокзал міста Хирів (Хирів-Посада), також Посада є найбільшим мікрорайоном Хирова.